# Championnat du Togo de football 2018-2019
Navigation
Saison précédente Saison suivante
Le championnat du Togo de football 2018-2019 est la cinquante-quatrième édition de la première division togolaise. Elle oppose les quatorze meilleurs clubs du Togo en une série de vingt-six journées où chaque formation affronte deux fois toutes les autres équipes. À l’issue de la saison les deux derniers du classement sont relégués et remplacés par les deux meilleurs clubs de deuxième division.
L’US Koroki est le tenant du titre.
Le champion du Togo se qualifie pour la compétition continentale qu'est la Ligue des champions de la CAF. Le vainqueur de la Coupe du Togo participe à la Coupe de la confédération.

## Les clubs participants
- Maranatha FC
- ASKO Kara
- FC Gbohloé-su des Lacs - Promu de D2
- AS Togo-Port
- Gomido Kpalimé
- AC Semassi
- Dynamic Togolais
- Foadan FC
- AS OTR Lomé
- Gbikinti FC
- Anges FC de Notsé
- US Koroki
- Sara Sport FC - Promu de D2
- ASC Kara

## Compétition

### Classement
Le barème utilisé pour établir le classement est le suivant :
- Victoire : 3 points
- Match nul : 1 point
- Défaite, forfait ou abandon : 0 point

| Rang | Équipe                   | Pts | J  | G  | N  | P  | Bp | Bc | Diff |
| ---- | ------------------------ | --- | -- | -- | -- | -- | -- | -- | ---- |
| 1    | ASC Kara                 | 47  | 26 | 14 | 5  | 7  | 33 | 18 | +15  |
| 2    | Maranatha FC             | 40  | 26 | 11 | 7  | 8  | 23 | 25 | -2   |
| 3    | Gomido Kpalimé           | 40  | 26 | 9  | 13 | 4  | 24 | 15 | +9   |
| 4    | Dynamic Togolais         | 39  | 26 | 10 | 9  | 7  | 23 | 18 | +5   |
| 5    | Anges FC de Notsé        | 39  | 26 | 11 | 6  | 9  | 23 | 23 | 0    |
| 6    | Sara Sport FC P          | 36  | 26 | 9  | 9  | 8  | 20 | 21 | -1   |
| 7    | AS OTR Lomé              | 35  | 26 | 9  | 8  | 9  | 27 | 28 | -1   |
| 8    | US Koroki T              | 35  | 26 | 9  | 8  | 3  | 23 | 23 | 0    |
| 9    | AS Togo-Port             | 34  | 26 | 10 | 4  | 12 | 31 | 31 | 0    |
| 10   | ASKO Kara                | 34  | 26 | 8  | 10 | 8  | 26 | 26 | 0    |
| 11   | AC Semassi               | 33  | 26 | 9  | 6  | 11 | 26 | 28 | -2   |
| 12   | FC Gbohloé-su des Lacs P | 32  | 26 | 8  | 8  | 10 | 17 | 18 | -1   |
| 13   | Gbikinti FC              | 27  | 26 | 6  | 9  | 11 | 25 | 33 | -8   |
| 14   | Foadan FC                | 20  | 26 | 4  | 8  | 14 | 19 | 33 | -14  |

|  | Qualifié pour la Ligue des champions de la CAF 2019-2020                             |
|  | Qualifié pour la Coupe de la confédération 2019-2020                                 |
|  | Relégation directe en deuxième division                                              |
|  | T : Tenant du titre C : Vainqueur de la Coupe du Togo P : Promu de deuxième division |

- Maranatha FC est qualifié pour la Coupe de la confédération 2019-2020 en tant que vice-champion comme la Coupe du Togo n'est pas jouée[2].

## Bilan de la saison
| Championnat du Togo de football 2018-2019 |                      |
| Champion                                  | ASC Kara (1er titre) |
| Coupes et trophées                        |                      |
| Vainqueur de la Coupe du Togo 2018-2019   | non jouée            |
| Qualifications continentales              |                      |
| Ligue des champions de la CAF 2019-2020   | ASC Kara             |
| Coupe de la confédération 2019-2020       | Maranatha FC         |
| Promotions et relégations                 |                      |
| Promus en Championnat National            | Unisport de Sokodé   |
| Promus en Championnat National            | Ifodjè d'Atakpamé    |
| Relégués en Deuxième division             | Gbikinti FC          |
| Relégués en Deuxième division             | Foadan FC            |